# Bulbophyllum caldericola
Bulbophyllum caldericola là một loài phong lan thuộc chi Bulbophyllum.